# Żelechlin (Łódź)
Pour l’article homonyme, voir Żelechlinek (gmina).
Żelechlin est une localité polonaise de la gmina de Żelechlinek, située dans le powiat de Tomaszów Mazowiecki en voïvodie de Łódź.